# Milion Dolara
Milion Dolara – czwarty album studyjny serbskiej piosenkarki Any Nikolić wydany 19 lipca 2013 roku nakładem wytwórni City Records. Nagrań dokonano w ATG Recording Studio.

## Lista utworów
| Nr  | Tytuł utworu                     | Słowa                                                                         | Muzyka                      | Długość |
| --- | -------------------------------- | ----------------------------------------------------------------------------- | --------------------------- | ------- |
| 1.  | „Predrasude”                     | Aleksandar Tomić, Ljiljana Jorgovanović, Marina Tucaković                     | Aleksandar Perišić Romario  | 3:09    |
| 2.  | „Dobrodošao U Moj Zaborav”       | Marina Tucaković                                                              | Aleksandar Perišić Romarioa | 3:53    |
| 3.  | „Đavo [Dirty Version]”           | Ljiljana Jorgovanović, Marina Tucaković                                       | Damir Handanović            | 2:55    |
| 4.  | „Nepismeno”                      | Marina Tucaković                                                              | Damir Handanović            | 3:32    |
| 5.  | „Milion Dolara (feat. Nikolija)” | Ana Nikolić, Marina Tucaković, Miroslav Miševski, Teča Gambino, Vedran Vajler | Atelje Trag                 | 3:06    |
| 6.  | „Voulez Vous Coucher Avec Moi”   | Marina Tucaković                                                              | Aleksandar Perišić Romario  | 3:21    |
| 7.  | „Pilule”                         | Aleksandar Tomić, Marina Tucakovi                                             | Aleksandar Perišić Romario  | 3:42    |
| 8.  | „Loše Ti Je Bilo”                | Marina Tucaković                                                              | Damir Handanović            | 3:36    |
| 9.  | „Đavo”                           | Ljiljana Jorgovanović, Marina Tucaković                                       | Damir Handanović            | 2:56    |
| 10. | „Baksuze”                        | Marina Tucaković                                                              | Atelje Trag                 | 3:35    |
|     |                                  |                                                                               |                             | 33:45   |

## Twórcy
- Ana Nikolić – śpiew
- Ivana Peters (Pavlović), Jelena Mitić, Suzana Dinić – wokal wspierający
- Predrag Manov – gitary, buzuki (piosenki: 1, 2, 3, 4, 6, 8)
- Vladimir Čukić – gitara basowa (piosenki: 4, 6, 8)
- Dejan Momčilović – perkusja (piosenki: 1, 3, 6, 8)
- Marko Peruničić, Nebojša Arežina – produkcja muzyczna, aranżacje, miks
- Atelje Trag – aranżacje
- Studio O Belgrad – mastering
- Miloš Nadaždin – fotografie
- Stanislav Zakić – opracowanie graficzne[1]